# Deodat (abat de Sant Cugat)
Deodat o Donum Dei, Deo Dato o Teodor, se'l suposa el primer abat del monestir de Sant Cugat (785-818) i presumiblement elegit per Carlemany. Els historiadors no s'han posat d'acord en aquest fet i només es pot afirmar que el primer abat conegut de Sant Cugat és Ostofred, que regia el monestir el 878 quan l'abadia fou posada sota el domini de l'església de Barcelona i del seu bisbe Frodoí per un precepte del rei Lluís el Quec.